# Akta X (film)
Akta X: Film je americký film, volně navazující na seriál Akta X, který režíroval Rob Bowman v roce 1998. První celovečerní film o Mulderovi a Scullyové má stopáž 117 minut.

## Obsazení
| Gillian Andersonová | Dana Scullyová         |
| David Duchovny      | Fox Mulder             |
| Martin Landau       | doktor Kurtzweil       |
| Armin Mueller-Stahl | Conrad Strughold       |
| Mitch Pileggi       | ředitel FBI Skinner    |
| Dean Haglund        | Richard 'Ringo' Langly |
| Bruce Harwood       | John Fitzgerald Byers  |
| Tom Braidwood       | Melvin Frohike         |
| Blythe Danner       | Jana Cassidy           |
| William B. Davis    | kuřák                  |

## Zajímavosti
- Závěrečná scéna byla natáčena na místě, kde se natáčela IV a VI epizoda Star Wars.
- Film byl natáčen (v seriálu) mezi pátou a šestou sérií.